# Rose Hill (Carolina del Nord)
Rose Hill és una població dels Estats Units a l'estat de Carolina del Nord. Segons el cens del 2000 tenia 1.330 habitants.

## Demografia
Segons el cens del 2000, Rose Hill tenia 1.330 habitants, 542 habitatges i 377 famílies. La densitat de població era de 374,8 habitants per km².
Dels 542 habitatges en un 26,8% hi vivien nens de menys de 18 anys, en un 51,1% hi vivien parelles casades, en un 14,6% dones solteres, i en un 30,3% no eren unitats familiars. En el 27,7% dels habitatges hi vivien persones soles el 15,3% de les quals corresponia a persones de 65 anys o més que vivien soles. El nombre mitjà de persones vivint en cada habitatge era de 2,45 i el nombre mitjà de persones que vivien en cada família era de 2,92.
Per edats la població es repartia de la següent manera: un 21,3% tenia menys de 18 anys, un 9,5% entre 18 i 24, un 27,3% entre 25 i 44, un 24,4% de 45 a 60 i un 17,6% 65 anys o més.
L'edat mediana era de 39 anys. Per cada 100 dones de 18 o més anys hi havia 82,4 homes.
La renda mediana per habitatge era de 27.794 $ i la renda mediana per família de 36.786 $. Els homes tenien una renda mediana de 27.171 $ mentre que les dones 17.411 $. La renda per capita de la població era de 16.943 $. Entorn del 15,7% de les famílies i el 19,9% de la població estaven per davall del llindar de pobresa.

## Poblacions més properes
El següent diagrama mostra les poblacions més properes.